# Smallwood Reservoir
Das Smallwood Reservoir ist ein Stausee im zentralen Osten der Labrador-Halbinsel in der kanadischen Provinz Neufundland und Labrador. 

## Stausee
Der Stausee entstand in den Jahren 1967–1971 durch die Errichtung von 88 Deichen mit einer Gesamtlänge von 64 km. Dabei wurden die Seen Lobstick Lake (westlicher Teil des Stausees) und Michikamau (östlicher Teil des Stausees), die am Oberlauf des Churchill River lagen, überflutet. Außerdem wurde ein Teil der Einzugsgebiete von Kanairiktok River und Naskaupi River durch Dammbauten dem Stausee einverleibt. Der Stausee erstreckt sich über eine Fläche von 5698 km² (einschließlich Inseln 6286 km²). Benannt wurde der See zu Ehren von Joey Smallwood, dem ersten Premierminister der Provinz Neufundland und Labrador. Das Smallwood Reservoir wird hauptsächlich vom Ashuanipi River und über die Gabbro Control Structure vom südlich angrenzenden Ossokmanuan Reservoir gespeist. Bei Normalstau liegt der Wasserspiegel bei 472,74 m. Die maximale Wasserhöhe liegt bei 473,66 m.

## Vorbecken oberhalb des Wasserkraftwerks
Am Abflusskontrollbauwerk Lobstick Control Structure (⊙) strömt das Wasser vom Smallwood Reservoir in die West Forebay (⊙ 451,1 m). Von dieser gelangt das Wasser über die Whitefish Control Structure (⊙) in die East Forebay (⊙ 446,2 m) und von dort zum Wasserkraftwerk Churchill Falls. Über die Hochwasserentlastungsanlage Jacopie Spillway (⊙) am Südufer der West Forebay fließt bei Hochwasser ein Teil des Wassers in das ursprüngliche Flussbett des Churchill River und passiert anschließend den Wasserfall Churchill Falls. Am Ostufer der East Forebay befindet sich eine weitere Hochwasserentlastung, die Forebay Spillway (⊙).